# Michael Chabon
Michael Chabon (ur. 24 maja 1963 w Waszyngtonie) – amerykański pisarz, laureat Nagrody Pulitzera w dziedzinie literatury oraz nagród Nebula i Hugo.

## Życiorys
Urodził się w inteligenckiej rodzinie żydowskiej. W wieku dziesięciu lat postanowił zostać pisarzem. Po rozwodzie rodziców mieszkał w Pittsburghu i Columbii. Rozpoczął studia na Carnegie Mellon University, ale po roku przeniósł się na Uniwersytet Pittsburski, który ukończył w 1984, otrzymując licencjat z literatury. Naukę kontynuował na Uniwersytecie Kalifornijskim w Irvine, otrzymując stopień Master of Fine Arts.
Swoją pierwszą powieść, The Mysteries of Pittsburgh, wydał w 1988 roku. Książka stała się bestsellerem i przyniosła autorowi nieoczekiwaną popularność. W 1991 roku Chabon wydał zbiór opowiadań A Model World and Other Stories. Przez pięć lat po debiucie usiłował napisać drugą powieść o roboczym tytule Fountain City. Męki twórcze zbiegły się z problemami w życiu osobistym, zakończonymi rozwodem z, poślubioną w 1987 roku, poetką Lollie Groth. Ostatecznie autor porzucił nieudaną powieść, a świeżo nabyte doświadczenia zawarł w swym następnym dziele, powieści Cudowni chłopcy, wydanej ostatecznie w 1995 roku. Książka odniosła sukces i została zekranizowana w 2000 roku, z Michaelem Douglasem i Tobeyem Maguire’em w rolach głównych.
Czwartą książką Chabona był drugi zbiór opowiadań Werewolves in their Youth (1999), gdzie po raz pierwszy autor spróbował swych sił na polu fantastyki. W 2000 roku wydał swoją trzecią powieść Niesamowite przygody Kavaliera i Claya, która stała się jego największym sukcesem i za którą otrzymał Nagrodę Pulitzera. Następna powieść, Summerland (2002), pierwsza powieść stricte fantastyczna w twórczości Chabona, przyniosła mu z kolei nagrodę Mythopoeic.
W latach 2004–2006 Chabon spróbował swych sił na polu komiksu, pisząc scenariusz do cyklu The Amazing Adventures of the Escapist, z bohaterami swojej powieści The Amazing Adventures of Kavalier & Clay. Cykl zaowocował nagrodą Eisnera w 2005 roku.
W 2007 roku ukazała się powieść Związek żydowskich policjantów, owoc pięciu lat pracy. Powieść okazała się kolejnym sukcesem pisarza, przynosząc mu nagrody Nebula, Hugo i Locus oraz nominacje do nagród Sidewise, nagrody im. Edgara Allana Poego oraz nagrody BSFA. Bracia Coen planowali stworzyć jej ekranizację, która jednak nie powstała.
W 1993 roku Michael Chabon poślubił pisarkę Ayelet Waldman. Mają czworo dzieci i mieszkają w Berkeley.

## Publikacje

### Powieści
- 1988 – The Mysteries of Pittsburgh
- 1995 – Cudowni chłopcy (Wonder Boys – wyd. polskie Rebis 2003)
- 2000 – Niesamowite przygody Kavaliera i Claya (The Amazing Adventures of Kavalier & Clay, tłum. Piotr Tarczyński, W.A.B. 2019)
- 2002 – Summerland
- 2004 – The Final Solution
- 2007 – Związek żydowskich policjantów (The Yiddish Policemen’s Union; tłum. Barbara Kopeć-Umiastowska, W.A.B. 2009)
- 2007 – Gentlemen of the Road
- 2012 – Telegraph Avenue
- 2016 – Poświata (Moonglow; tłum. Michał Kłobukowski, W.A.B. 2018)

### Zbiory opowiadań
- A Model World and Other Stories (1991)
- Werewolves in Their Youth (1999)

### Eseje
- Maps and Legends (2008)
- Manhood for Amateurs: The Pleasures and Regrets of a Husband, Father, and Son